# Медресе Тонкого минарета
Медресе Тонкого минарета (тур. İnce Minareli Medrese) — медресе XIII века в турецком городе Конья. Сейчас в здании медресе размещается музей деревянной и каменной резьбы сельджукского и османского периода.

## История
Медресе было построено в 1264—1265 годах при султане Кылыч-Арслане IV на средства визиря Сахиба Ата Фахреддина Али, который позже основал анатолийский бейлик Сахиб-Атаогуллары. Армянские источники XX века сообщают о том, что архитектором строения является армянин по имени Галуст.. Однако, на обоих медальонах портала медресе архитектор собственноручно указал свое имя: Amali Kelük bin Abdullah, что в переводе на русский язык означает "Работа (произведение) Келюка, сына Абдуллы".
Главной отличительной особенностью медресе был высокий кирпичный минарет декорированный изразцовой плиткой. Этот минарет был значительно выше и тоньше большинства минаретов, строящихся сельджуками, что и обусловило название медресе.
Вход в здание оформлен в виде портала, украшенного ажурной каменной резьбой в виде орнамента и изречений из Корана (суры 36 и 110).
Медресе продолжало функционировать до конца XIX века. В 1901 году в минарет ударила молния, что привело к его обрушению. Вследствие этого сейчас высота минарета намного меньше первоначальной.
Реставрационные работы начались в 1936 году и продолжались до 1956 года, когда в здании медресе открылся музей деревянной и каменной резьбы.